# Bokbindaretikett
Bokbindaretikett kallas den etikett som många bokbindare klistrar på försättsblad eller pärmens insida för att signera sitt arbete. Det finns enstaka exempel på svenska bokbindaretiketter från 1700-talet. Under 1800-talet blir de allt vanligare för att användas regelmässigt vid 1900-talets stora bokbinderier, exempelvis Gustaf Hedbergs bokbinderi och Bonniers bokbinderi. Ibland användes istället för en pappersetikett en liten stämpel med bokbinderiets firmanamn.
En av de första att signera sina binderiarbeten med en tryckt etikett var fransmannen Antoine Michel Padeloup.

## Källhänvisningar
1. ↑  "SACRE DE LOUIS XV (LE), roy de France…". Arkiverad 4 mars 2016 hämtat från the Wayback Machine. Alde.auction.fr. Läst 18 oktober 2014. (franska)

- Svenska Antikvariatföreningens ordlista